# 에어 뉴기니
에어 뉴기니(영어: Air Niugini)는 파푸아뉴기니의 항공사로 허브 공항은 포트모르즈비에 있는 잭슨 국제공항이 있다.

## 역사
이 항공사는 1973년 11월에 파푸아뉴기니 정부, 콴타스 항공, 안셋 오스트레일리아, 트랜스 오스트레일리아 항공이 출자해 설립했다. 초기에는 파푸아뉴기니를 잇는 국내선 노선을 운항했으나 국제선 노선을 확대했다. 1980년에 오스트레일리아 항공사 지분을 매각 하면서 파푸아뉴기니 정부가 완전히 소유하게 되었다.

## 운항 노선
- 2012년 7월 기준으로 에어 뉴기니는 다음과 같은 노선을 운항하고 있다.

## 보유 기종
- 2020년 7월 기준으로 에어 뉴기니는 다음과 같은 기종을 보유하고 있다.[2][3][4]

### 퇴역 기종
- 에어버스 A300
- 에어버스 A310
- ATR 42-300
- Avro AJ70
- 보잉 707
- 보잉 720
- 보잉 737
- 보잉 757-200
- 봄바디어 대쉬 7
- 봄바디어 대쉬8 Q100
- 봄바디어 대쉬8 Q200
- 다쏘 팔콘 900
- 더글러스 DC-3
- 포커 27
- 포커 28

## 사건 및 사고
- 2018년 9월 28일 오전, 에어 뉴기니 73편(기종: 보잉 737-800 등록번호: P2-PXE)은 활주로에서 150야드(140m) 떨어진 미크로네시아 연방 주(州)의 원노에 있는 추크 국제공항 앞바다 석호에 착륙했다. 비행기에는 47명(승객 36명과 승무원 11명)이 타고 있었다. 최초 보고에 따르면, 47명 모두가 살아남았고, 심각한 부상은 없었다. 그러나 사고 직후 항공사는 승객 1명이 실종됐다고 보고했다. 사고 이틀 뒤인 10월 1일 월요일 사고기에 있던 실종된 승객 1명이 사망했다고 발표했다.